# Гамбургская ассоциация художников
Гамбургская ассоциация художников (нем. Hamburger Künstlerverein) — творческое объединение молодых немецких художников, основанное в 1832 году в городе Гамбурге (северная Германия). Первое название: «Клуб гамбургских молодых художников» (Klub Hamburgischer junger Künstler). Организация просуществовала до второй половины XX века.

## История

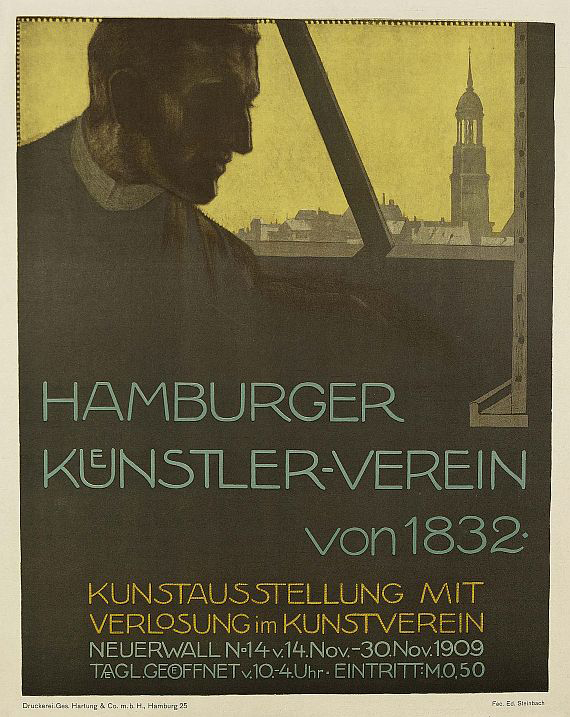
Плакат выставки Гамбургской ассоциации художников 1832. Хромолитография 1909 года

19 сентября 1832 года пятнадцать гамбургских художников объединились и основали «Клуб гамбургских молодых художников», который вскоре был переименован в «Гамбургскую ассоциацию художников». Среди основателей были три брата-художника Гюнтер Генслер, Мартин Генслер и Якоб Генслер. Художник Карл Юлиус Мильде стал первым президентом ассоциации.
В ассоциацию входили живописцы и скульпторы Отто Сигизмунд Рунге, Отто Спектер, Карл Юлиус Мильде, Адольф Фридрих Вольмер, Иоганн Вильгельм Давид Бантельманн, Август Янке, Генрих Штульман, Георг Вигельман, Иоганн Людвиг Вильгельм Вестерман, Франц Хеше.
Вскоре к ним присоединились живописец и литограф Герман Кауфман, архитекторы Алексис де Шатонёф и Готфрид Земпер. Устав общества, принятый в 1837 году, преследовал цель профессиональной подготовки художников, обмена опытом и представительства их интересов в среде заказчиков и меценатов. Одним из покровителей ассоциации был Карл Сивекинг, немецкий юрист и политик, некоторое время бывший её директором. Он же сделал возможной художественную выставку 1840 года, организованную по случаю визита датского короля Кристиана VIII в Hammer Hof.
Большинство художников давно знали друг друга по урокам рисования в Гамбургской школе учёных Йоханнеума (Gelehrtenschule des Johanneums) (приходской школе церкви Св. Иоанна) у Гердта Хардорфа Старшего или по учёбе в Мюнхенской академии изобразительных искусств. Некоторые из них жили в Италии и примыкали к группе назарейцев, или «немецких римлян», либо, по крайней мере, находились под их влиянием. Большинство живописцев были представителями гамбургской школы. В 1845 году в ассоциации насчитывалось 68 членов.

## Выставки ассоциации
С 1834 года ассоциация устраивала выставки, затем последовали ежегодные выставки и фестивали. В 1859 году состоялся фестиваль в честь Альбрехта Дюрера. В 1920 году Гамбургская ассоциация провела в Кунстхалле совместную весеннюю выставку с членами гамбургского Сецессиона под названием «Гамбургское общество художников» (Hamburgische Künstlerschaft).
В 1838 году живописец Гюнтер Генслер начал подготовительную работу к групповому портрету двенадцати человек, позднее получившему название «Собрание членов Гамбургской ассоциации художников». Завершённая в 1840 году картина была выставлена в 1841 году в зале ассоциации. Он же написал ещё четыре групповых портрета членов Гамбургской ассоциации художников (в 1849, 1854, 1859 и 1860 гг.). Гюнтер и Мартин Генслер с 1850-х годов были привержены идее создания в Гамбурге художественного музея. Мартин был членом комитета по строительству художественной галереи. Незадолго до открытия Гамбургского Кунстхалле в 1869 году ему и Валентину Рутсу доверили первую развеску картин. Художественное наследие трёх братьев Генслеров (Гюнтера, Мартина и Якоба) было передано в коллекцию Гамбургского Кунстхалле. Сейчас Кунстхалле принадлежит почти девятьсот работ Генслеров.

## Кубок Луки
Члены ассоциации согласно обычаю средневековых гильдий и братств живописцев почитали своим покровителем Святого Евангелиста Луку. С 1851 года Мартин Генслер стал разрабатывать эскизы «цехового кубка» Гамбургской ассоциации художников, наподобие средневековых кубков в неоготическом стиле. «Кубок Луки» (Der Lukaspokal) высотой 69 сантиметров был изготовлен ювелиром и серебряных дел мастером Иоганном Паулем Фридрихом Зорманом к юбилейному фестивалю, посвящённому 25-летию ассоциации 19 сентября 1857 года.
К этому событию также были выпущены памятные медали из бронзы и олова, которые были разработаны Германом Вильгельмом Зольтау и отчеканены Генрихом Лоренцем, предположительно, на Королевском монетном дворе в Альтоне, директором которого он в то время был.
Мартин Генслер изобразил «Кубок Луки» на групповом портрете гамбургских художников 1859 года, который находится в Музее истории Гамбурга. Генслер также разработал эскиз штандарта Гамбургской ассоциации художников (1848).
На шестилепестковом основании кубка имеется памятная надпись: «Diesen Becher haben wir, der Hamburger Künstlerverein, für uns und unsere Nachkommen machen lassen. Wir haben, wie du siehest, der Ehre deutscher Kunst alter und neuer Zeit dabei gedacht. Schätze den Willen mehr als das Werk» (Мы, члены Гамбургской ассоциации художников, создали этот кубок для нас и наших потомков. Как видите, мы думали о чести немецкого искусства, как старого, так и нового. Цените волю больше, чем работу).
Над надписью расположены три миниатюрных скульптурки со щитами, каждая с гербом: грифон с двуглавым орлом Германской Конфедерации, лев с гербом Гамбурга и крылатый бык — символ евангелиста Луки. Выше кубок украшают шесть головок из слоновой кости, каждая с драгоценным камнем. Над ними — гербы: три старого времени и три нового. Группа старых представлена гербами каменщика и мастера-строителя Эрвина фон Штайнбаха, художника Альбрехта Дюрера, скульптора и литейщика Петера Фишера. Гербы также символизируют города: Страсбург как родину строительных мастеров, Кёльн как центр старейшей немецкой школы живописи и Нюрнберг как школу скульптуры. Новых мастеров представляют живописец Петер фон Корнелиус, скульптор Кристиан Даниэль Раух и строитель, король Людвиг I Баварский. Ещё выше — гербы трёх городов-академий искусств: Дюссельдорфа, Мюнхена и Берлина. Венчает кубок фигурка, изображающая евангелиста Луку с гамбургским дукатом 1661 года в качестве нимба. На нём изображена коронованная Мадонна как Царица Небесная в мандорле с Младенцем Иисусом на руках. Фигурка Луки держит в руке диптих, на котором также изображены Дева Мария и Младенец Христос. Кубок Луки ныне выставлен в Музее истории Гамбурга.
Гамбургской ассоциации художников принадлежала значительная коллекция произведений искусства. Чтобы внести свой вклад в строительство Гамбургского Кунстхалле, ассоциация решила продать свою коллекцию. В 1912 году она была приобретена Анной Бреттшнайдер, урождённой Гарвенс, и передана в дар Гамбургскому Кунстхалле. В коллекцию входят работы Фридриха Брокмана, Адольфа Карла, Иоганна Германа Кармиенке, Гюнтера Генслера, Якоба Генслера, Мартина Генслера, Георга Хазелиха, Франца Хеше, Виктора Эмиля Янссена, Германа Кауфмана, Иоганна Карла Коха, Иоганна Генриха Мартенса, Юлиуса Мильде, Юлиуса Ольдаха, Филиппа Отто Рунге, Иоганна Генриха Сандера, Роберта Шнайдера, Эмиля Готтлиба Шубака, Германа Вильгельма Зольтау, Иоганна Людвига Вильгельма Вестермана и Вильгельма Фридриха Вульфа.

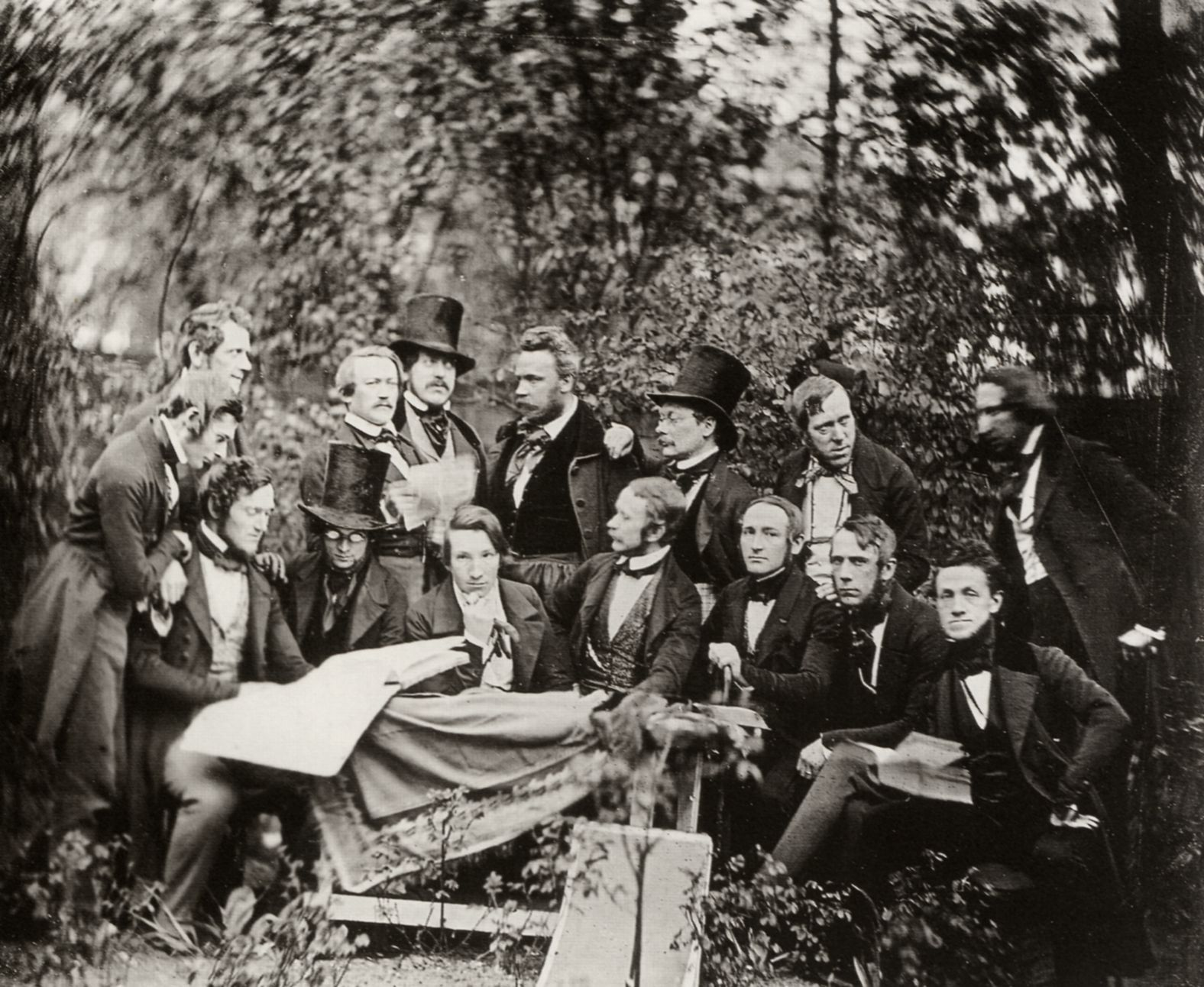
Группа членов Гамбургской ассоциации художников. Фотография 1843 года
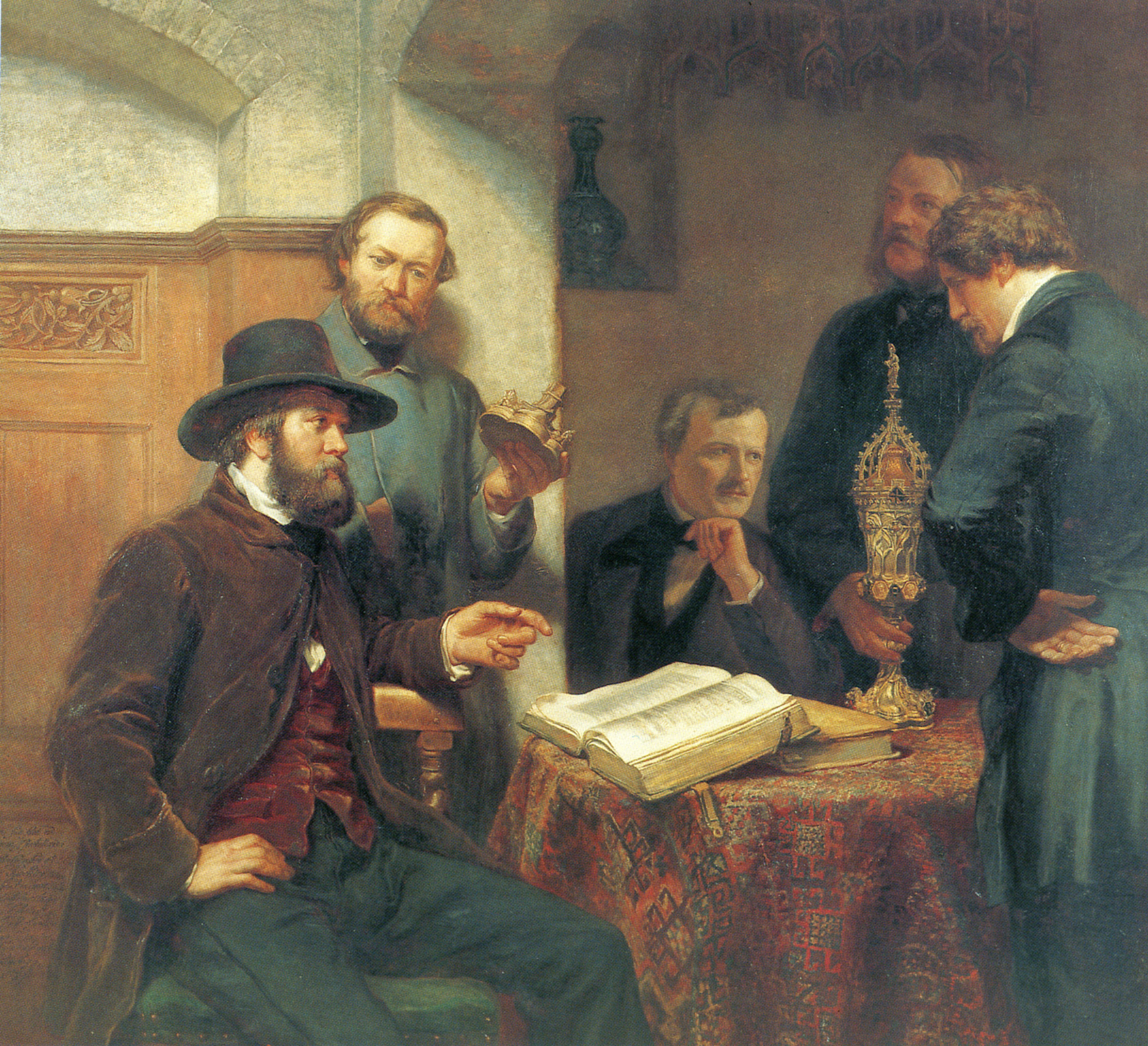
Г. и М. Генслер. Группа членов Гамбургской ассоциации художников. 1859. Холст, масло. Музей истории Гамбурга, Гамбург
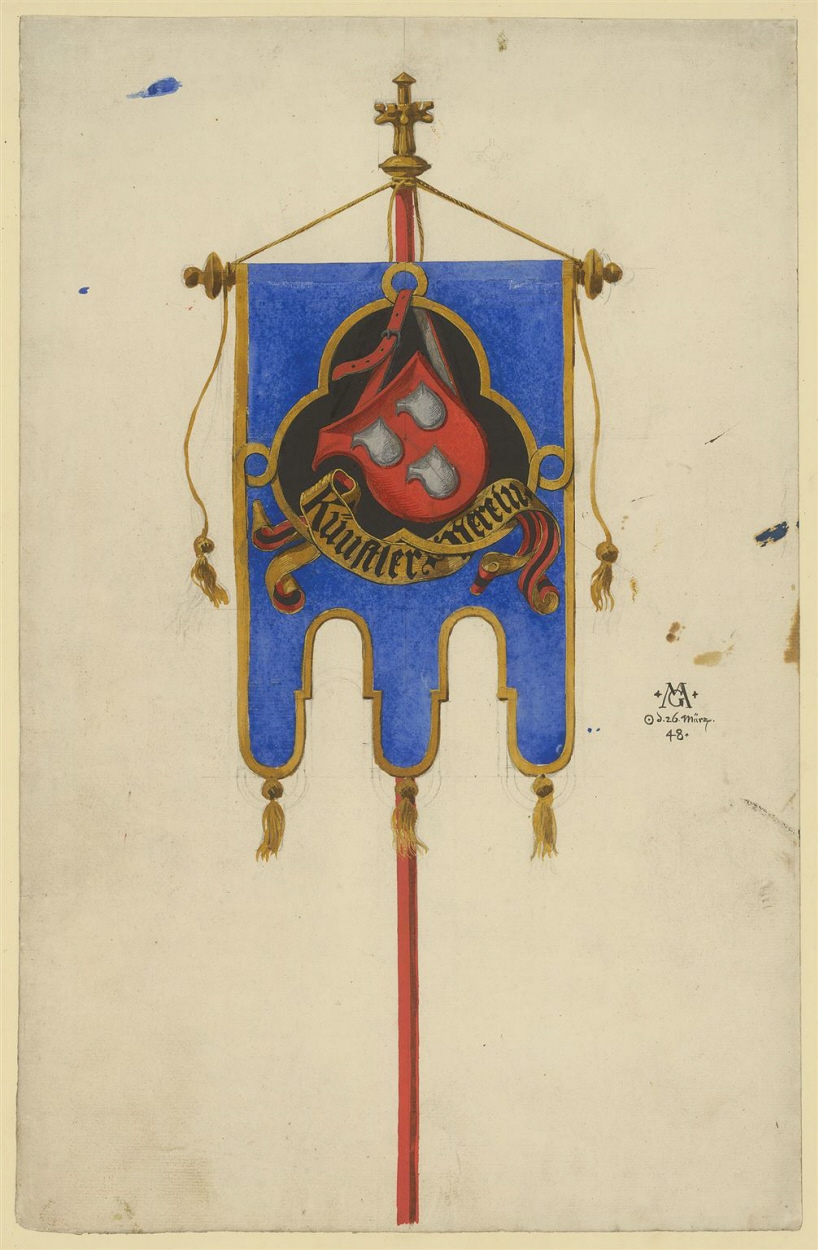
Эскиз штандарта Гамбургской ассоциации художников. 1848. Бумага, карандаш, акварель. Кунстхалле, Гамбург
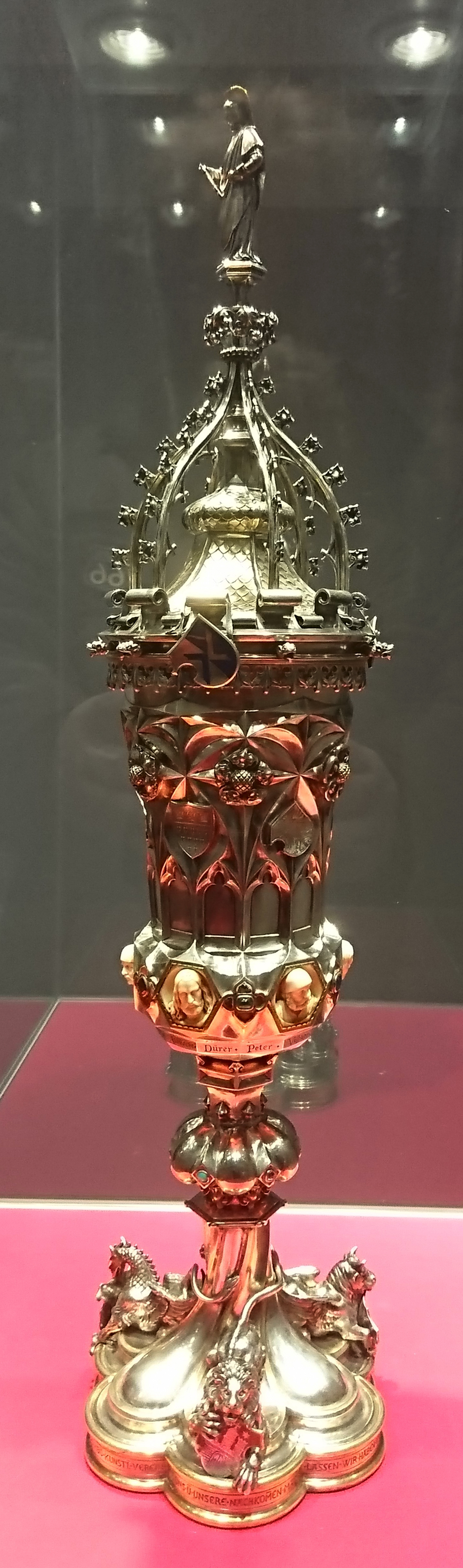
Кубок Луки (Luksapokal). 1857. Серебро, золочение, эмаль, драгоценные камни. Музей истории Гамбурга
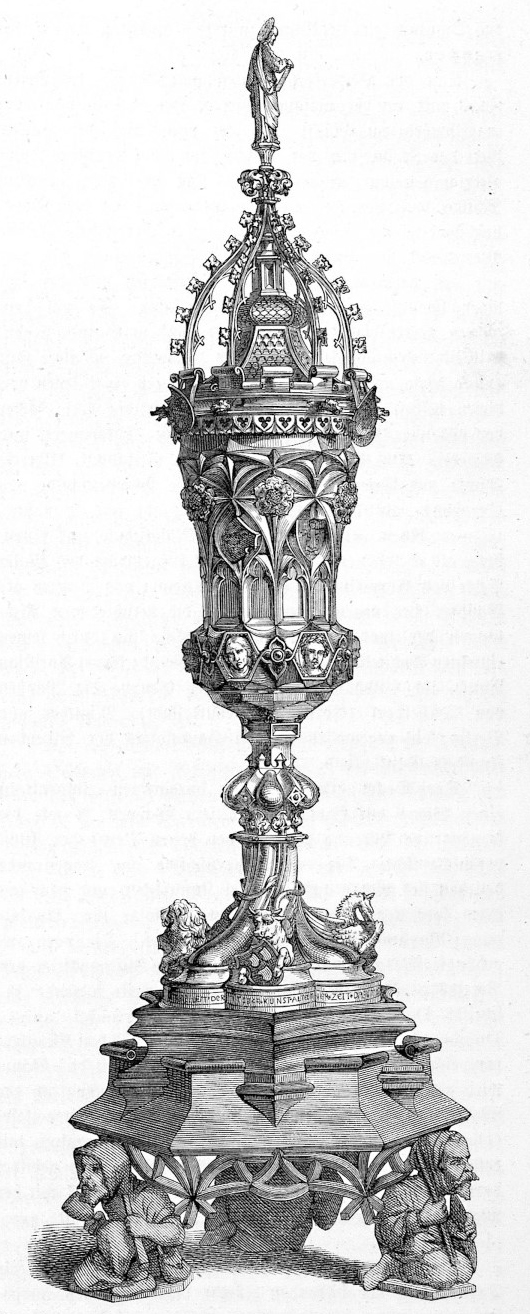
Кубок Луки (вариант с «подножием гномов»). 1858. Гравюра на дереве по рисунку Ю. Шнорр фон Карольсфельда
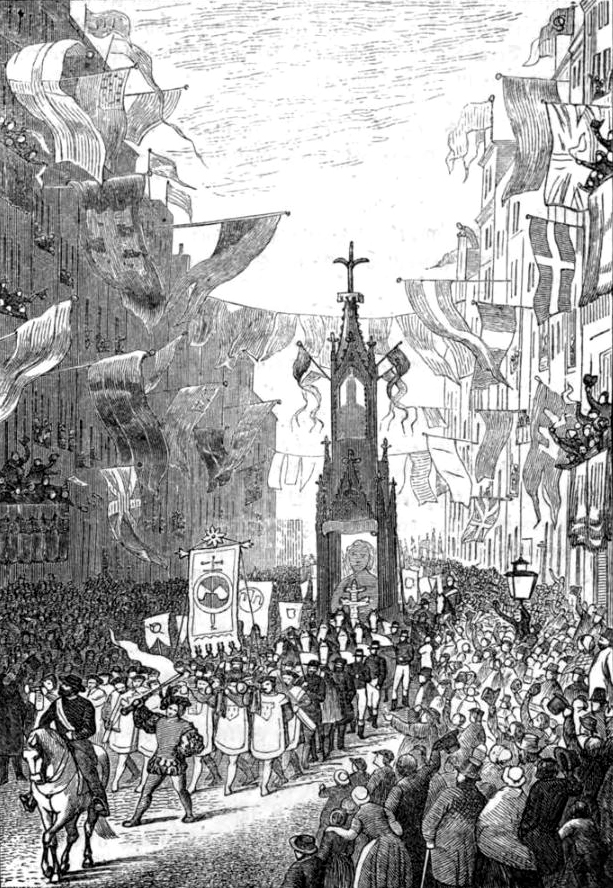
Художники Гамбургской ассоциации на параде  в честь Ф. Шиллера 13 ноября 1859 года. Рисунок 1860 г.
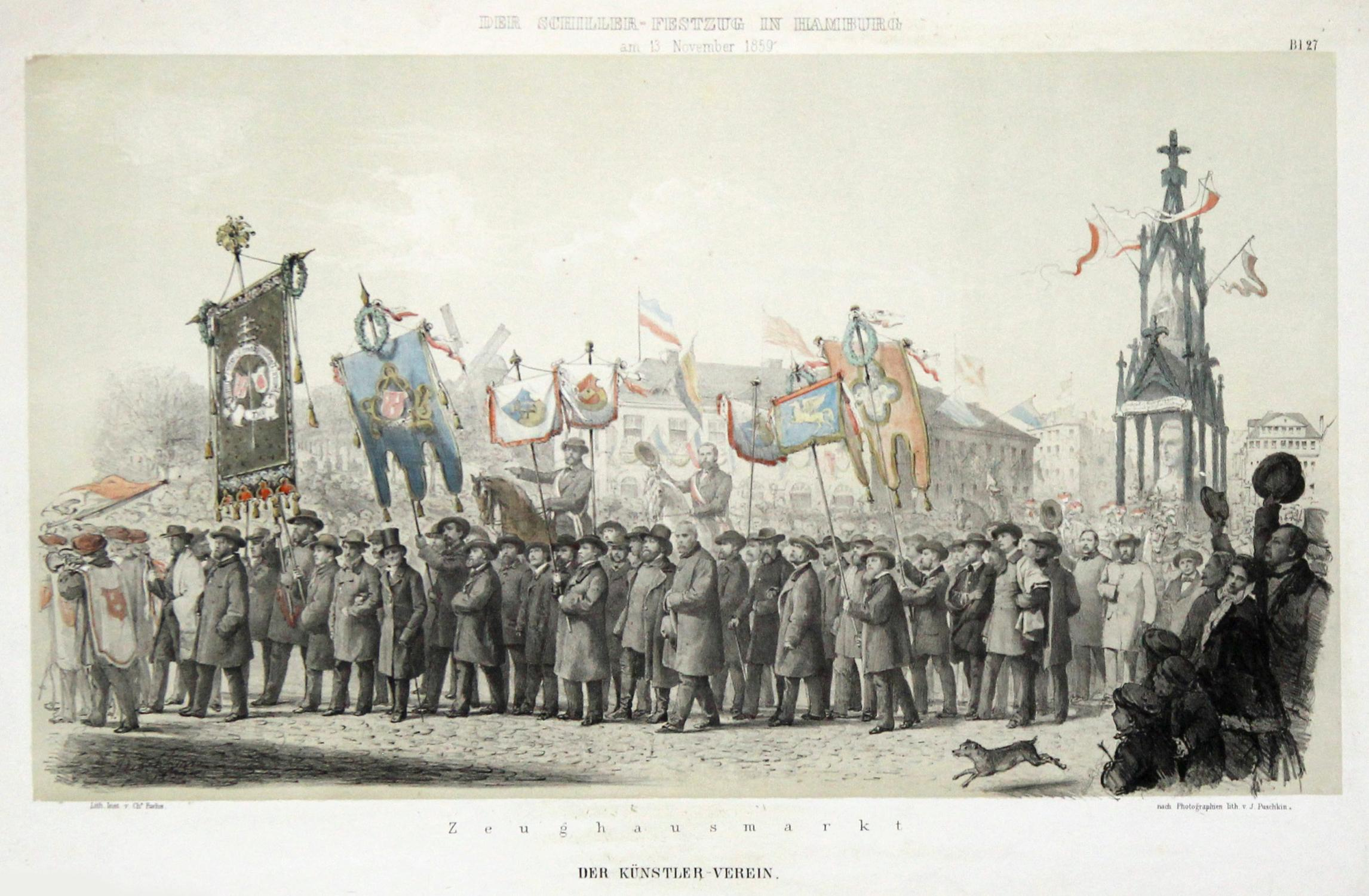
Шествие художников на параде Ф. Шиллера. Раскрашенная литография 1859 г.